# Wolfram Berger

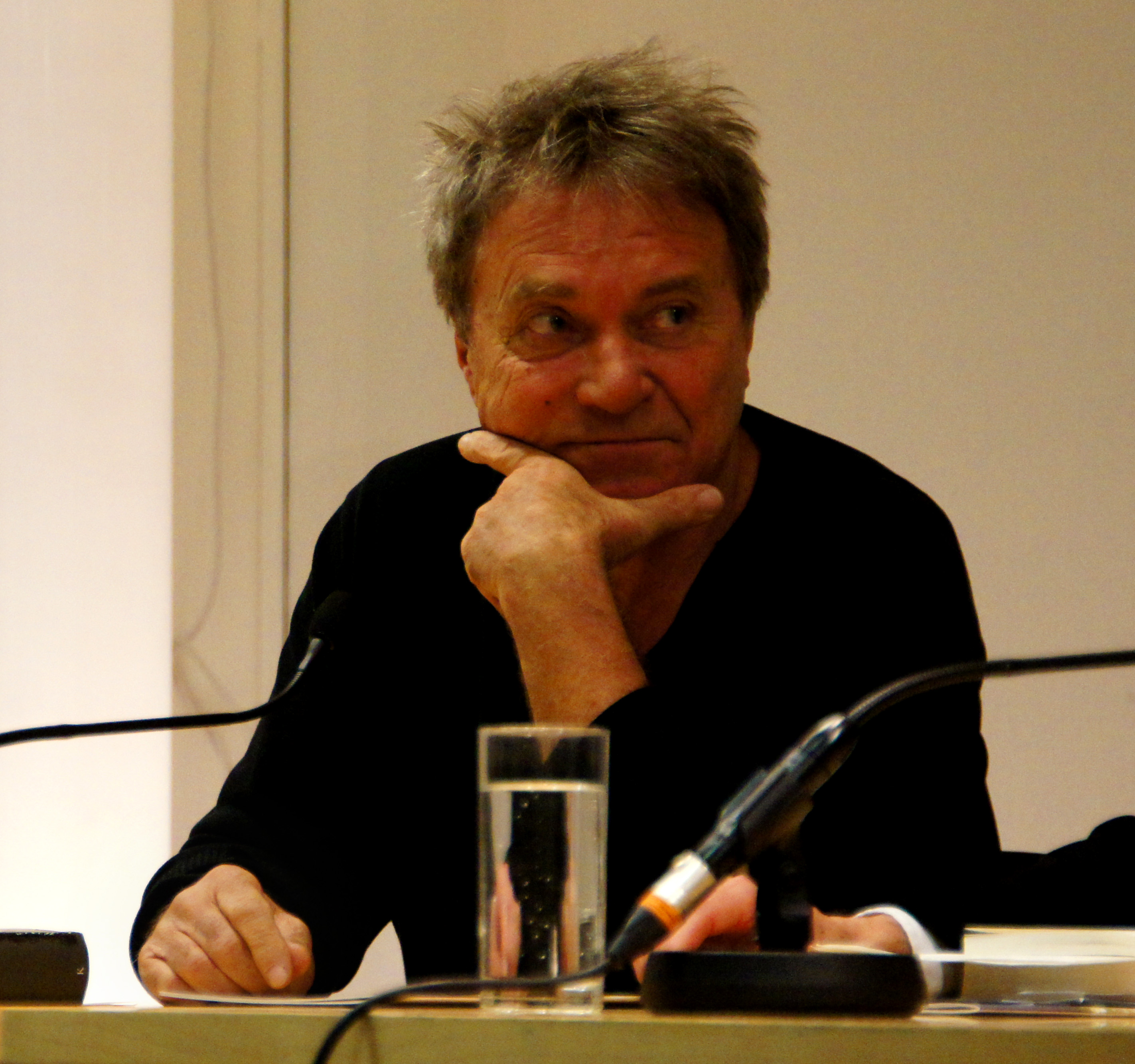
Wolfram Berger, 2013

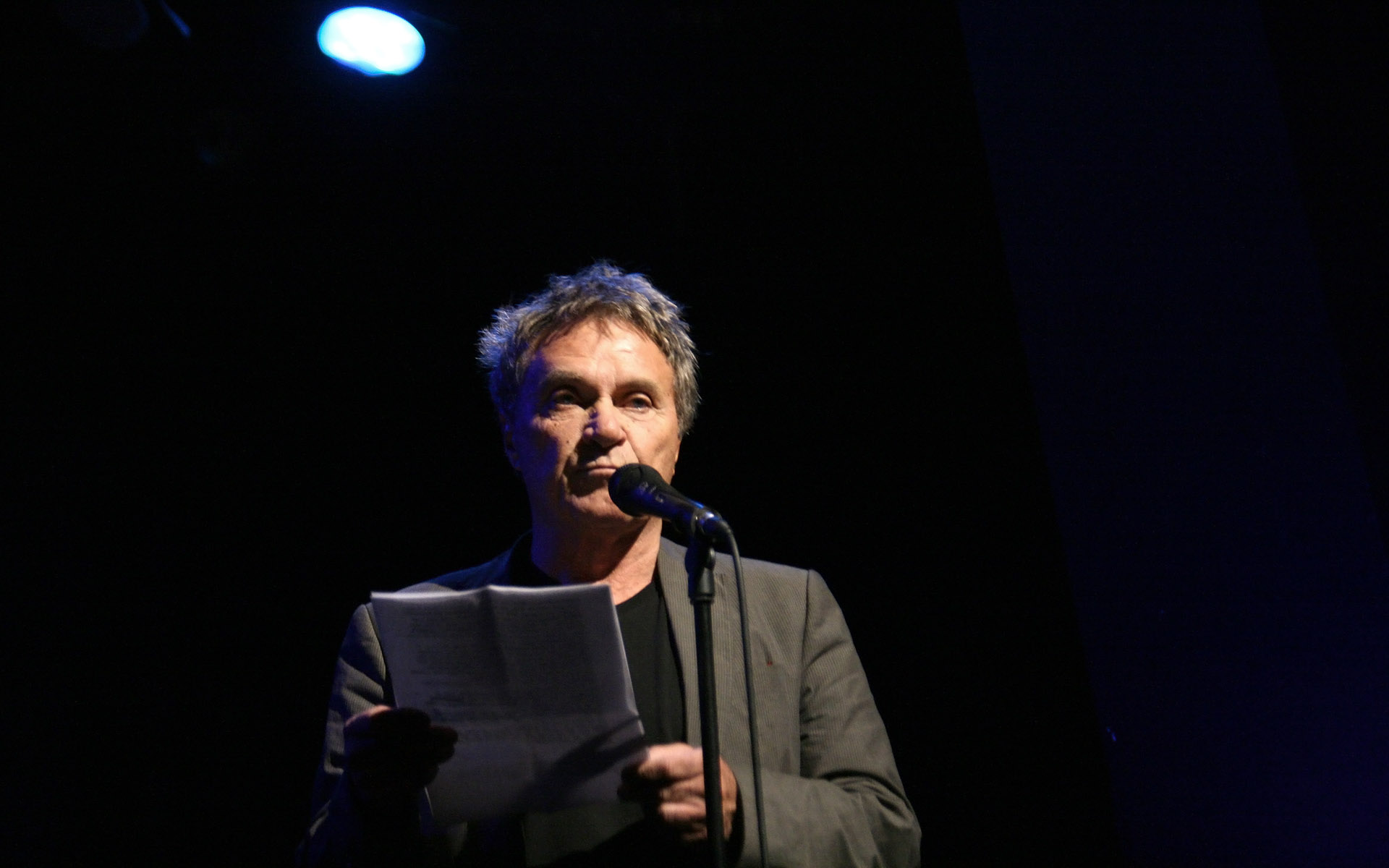
Wolfram Berger, 2011

Wolfram Berger (* 12. Oktober 1945 in Graz) ist ein österreichischer Schauspieler.

## Leben
Berger machte seine Ausbildung zum Schauspieler an der Grazer Hochschule für Musik und darstellende Kunst. Danach nahm er ein Engagement am Schauspielhaus Graz an. 1970 wechselte er zum Theater Basel, wo er unter Werner Düggelin arbeitete, und 1975 nach Zürich zum Theater am Neumarkt. 1978 ging er nach Deutschland ans Staatstheater Stuttgart und folgte dann Intendant Claus Peymann nach Bochum. In den 1980er Jahren wurde er zum Freischaffenden. Er veranstaltete Performances in Basel, unterrichtete an der Schauspielakademie Zürich, außerdem arbeitete er als Theaterregisseur und führte Kleinkunstprogramme vor.
Neben seiner Arbeit am Theater trat Berger wiederholt in Kino- und Fernsehproduktionen auf, zudem ist er Sprecher in Hörspielen und Hörbüchern.
Sein jüngerer Bruder Helmut (* 1949) ist ebenfalls als Schauspieler sowie als Regisseur und Drehbuchautor tätig.

## Filmografie (Auswahl)
- 1974: Fluchtgefahr
- 1974: Konfrontation
- 1977: Die Alpensaga
- 1978: Der Jagdgast
- 1981: Der richtige Mann
- 1982: Kottan ermittelt
- 1983: Akropolis Now
- 1985: Drei gegen Drei
- 1985: Geheime Mission

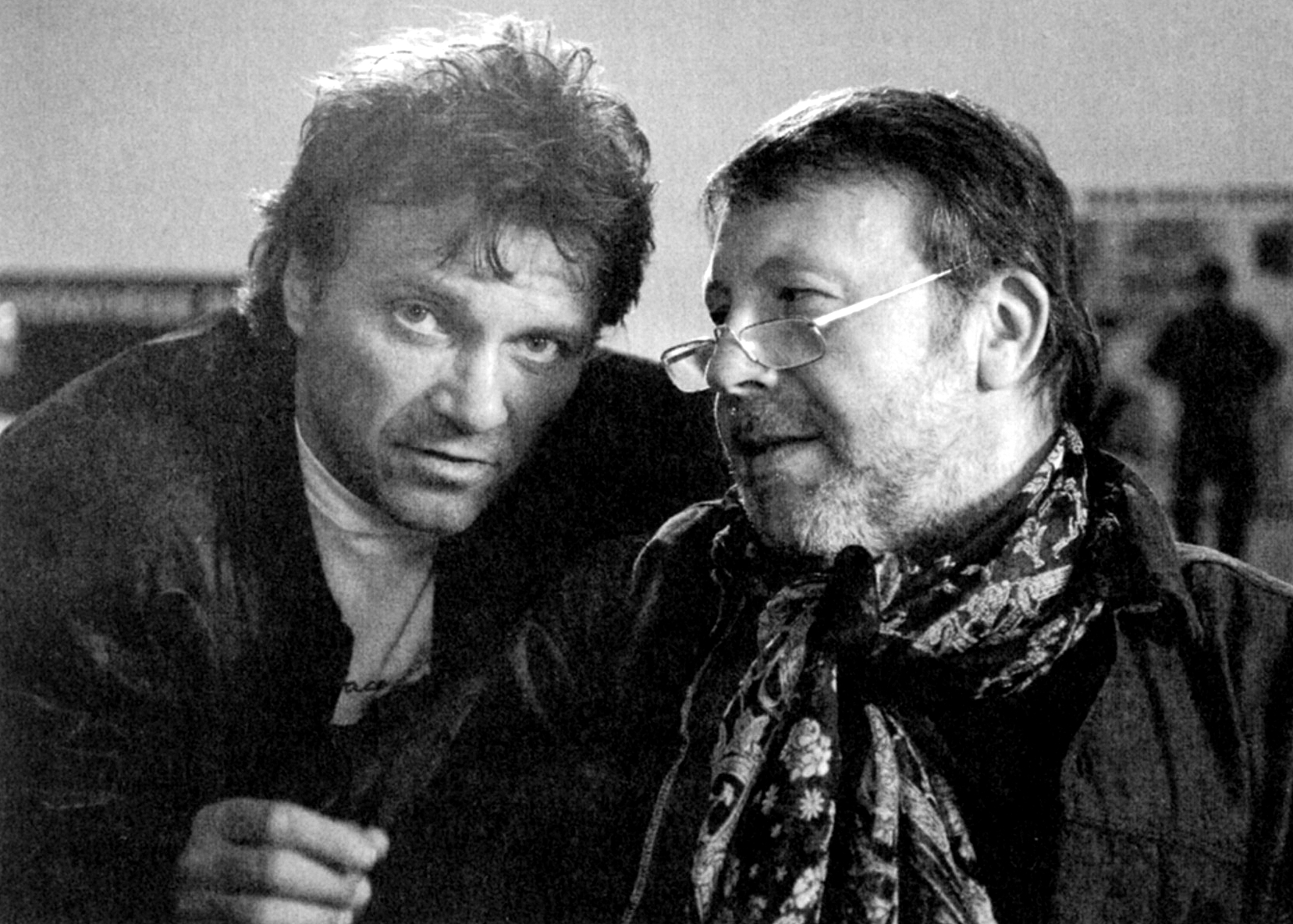
Wolfram Berger 1990 mit Günter Lamprecht in dem Film Der Tod zu Basel

- 1986–1997: Der Fahnder (vier Folgen)
- 1987: Zabou
- 1989: Gekauftes Glück
- 1989: Schneller als das Auge
- 1990: Der Tod zu Basel
- 1992: Tod der Engel
- 1994: Ein Fall für zwei – Ein todsicheres Geschäft
- 1994: Ein Fall für zwei – Konkurs
- 1995: Auf Teufel komm raus
- 1996: Alle haben geschwiegen
- 1996: Cuba Libre
- 1996: Stille Wasser
- 1998: Suzie Washington
- 1998: Die Beischlafdiebin
- 1998: Die Bräute
- 1999: Ein starkes Team: Die Natter (Fernsehserie)
- 2000: Kommissar Rex (Fernsehserie)
- 2000–2008: Trautmann
- 2001: Stille Liebe
- 2001: Tatort – Böses Blut
- 2001: Tatort – Verhängnisvolle Begierde
- 2001: Zwölfeläuten
- 2002: Nick Knatterton – Der Film
- 2002: Der Bulle von Tölz: Schlusspfiff
- 2002: In Liebe vereint
- 2004: Grüße aus Kaschmir
- 2006: Donna Leon – Das Gesetz der Lagune
- 2007: Tatort – Tödliche Habgier
- 2007: Darum
- 2008: Oben Ohne ( Fernsehreihe )Der verlorene Sohn
- 2008: Tandoori Love
- 2010: Sechs Tage Angst
- 2011: Bollywood lässt Alpen glühen
- 2011: Plötzlich fett!
- 2011: SOKO Donau
- 2011: Hinterland (Kurzfilm)
- 2013: Tod in den Bergen (Fernsehfilm)
- 2014: Der Bergdoktor – Enttäuschte Erwartungen (TV-Serie)
- 2015: Tatort – Deckname Kidon
- 2015: Rider Jack
- 2016: Egon Schiele: Tod und Mädchen
- 2016: Pregau – Kein Weg zurück
- 2018: Landkrimi – Grenzland
- 2018: Dennstein & Schwarz – Sterben macht Erben
- 2019: SOKO Donau/SOKO Leipzig (Crossover) – Der vierte Mann
- 2019: Dennstein & Schwarz – Pro bono, was sonst!
- 2020: Wischen ist Macht (Fernsehserie, Folgen Bombe und Shit Happens)
- 2022–2025: Der Bergdoktor
- 2023: Bosnischer Topf (Bosanski Lonac)

## Hörspiele
- 1969: Jean-Paul Sartre: Mauer (Tom) – Regie: Robert Casapiccola (ORF Steiermark)
- 1995: Karl Valentin: Red ned so saudumm daher – Regie: Hans Suerfli (SRF)
- 2008: Marie von Ebner-Eschenbach: Das Gemeindekind (Virgil) – Regie: Götz Fritsch (Hörspiel – ORF/MDR)
- 2013: Johannes Gelich: Rabenkinder – Regie: Günter Maurer (Hörspiel – SWR/ORF)
- 2013: Daniel Kehlmann: Geister in Princeton – Regie: Norbert Schaeffer (NDR)
- 2016: Andreas Thom: Baal – Regie: Ulrich Gerhardt (BR Hörspiel und Medienkunst). Als Podcast/Download im BR Hörspiel Pool.[1]
- 2016: Franz Kafka: Das Schloss, Hörspiel in 12 Teilen. Rolle: Vorsteher, Idee und Regie: Klaus Buhlert, BR Hörspiel und Medienkunst, als Podcast/Download im BR Hörspiel Pool.[2]

## Hörbücher (Auswahl)
- Reinhard P.Gruber: Aus dem Leben Hödlmosers
- Robert Musil: Der Mann ohne Eigenschaften (2140-minütige Komplett-Lesung)
- Jaroslav Hašek: Der brave Soldat Schwejk (572-minütige MDR-Produktion 2017)
- Bohumil Hrabal: Ich habe den englischen König bedient (290-minütige gekürzte Lesung, Der Audio Verlag, Neuauflage 2021)

## Auszeichnungen
- 1997 Salzburger Stier
- 2001 ORF Hörspielpreis in der Kategorie Schauspieler/-in des Jahres
- 2011 Großes Ehrenzeichen des Landes Steiermark
- 2015 Montréal World Film Festival Bester Schauspieler
- 2018 Zonser Darstellerpreis